# (2959) Scholl
(2959) Scholl – planetoida należąca do zewnętrznej części pasa głównego asteroid okrążająca Słońce w ciągu 7 lat i 306 dni w średniej odległości 3,94 j.a. Została odkryta 4 września 1983 roku w Lowell Observatory (Anderson Mesa Station) przez Edwarda Bowella. Nazwa planetoidy pochodzi od Hansa Scholla, niemieckiego astronoma. Została zaproponowana przez J. Schubarta. Przed nadaniem nazwy planetoida nosiła oznaczenie tymczasowe (2959) 1983 RE2.